# Caudron R-11
Die Caudron R-11 war ein von der Firma Société des avions Caudron entwickelter französischer Aufklärungsdoppeldecker im Ersten Weltkrieg.

## Geschichte
Die Caudron R-11 wurde vom Konstrukteur Delville der Firma Caudron in Issy-les-Moulineaux als dreisitziger Bomber entwickelt, um die bisher produzierten Caudron R-4 durch ein leistungsstärkeres Flugzeugmuster zu ersetzen.

## Entwicklung
Den Entwicklungspfad von der Caudron R-4 zur R-11 führten René Caudron und sein Ingenieur Delville über verschiedene Zwischenstufen, wie die Caudron R-5 und die Caudron R-10. Die R-11 folgte dem Dreisitzer-Konzept mit noch aerodynamisch verbessertem gerundetem Flugzeugrumpf, nur noch zweistieligen Tragflächen, für die stärkeren Motoren verlängerten Motorgondeln, war jedoch in den Abmessungen deutlich kleiner und verzichtete auf das Bugrad. Wie bei der R-4 waren die Cockpits hintereinander angeordnet, in der Mitte der Pilot, vorne der Beobachter, hinten der Bordschütze, beide mit zwei Lewis-MGs ausgerüstet. Zunächst wurden 180 PS, später 220 PS starke Hispano-Suiza-Motoren eingebaut.
Die Serienfertigung begann 1917, doch die Auslieferung an die Aéronautique Militaire begann erst 1918.

## Varianten
Im 1918 begann die Entwicklung leistungsstärkere Caudron R-12 mit 300-PS-Hispano-Suiza-8Fb-Motoren. Diese Variante war als Schlachtflugzeug etwas kleiner als die R-11. Die Tests begannen ab Juni 1918 und zogen sich bis 1919 hin; so es kam zu keiner Serienfertigung. Ab August 1918 wurde bereits an der nächsten Version, der Caudron R-14, mit größeren Tragflächen gearbeitet. Auch diese kam für den Kriegseinsatz zu spät.

## Einsatz
Erst im Februar 1918 konnte die erste Staffel, die Escadrille R.26, mit R-11 ausgerüstet werden. Die R-11 war ursprünglich mit der Zusatzbezeichnung Bn.3 als Nachtbomber vorgesehen gewesen, was sich jedoch aufgrund der zu geringen Bombenzuladung nicht bewährte. So wurde das Flugzeug als R-11A.3 als Begleitschutz für die französischen Bomberverbände, die vor allem mit Breguet 14 ausgerüstet waren, eingesetzt. Acht Escadrilles der französischen Fliegertruppe setzten die R-11 als fliegende Kanonenboote ein, darunter die Staffeln R.46, R.239, R.240, R.241, R.242 und R.246. Das Flugzeug blieb bis 1922 im Einsatz.

## Technische Daten
| Kenngröße             | Daten                                                                                        |
| --------------------- | -------------------------------------------------------------------------------------------- |
| Besatzung             | 3                                                                                            |
| Länge                 | 11,22 m                                                                                      |
| Spannweite            | 17,92 m                                                                                      |
| Höhe                  | 2,80 m                                                                                       |
| Flügelfläche          | 54,25 m²                                                                                     |
| Nutzlast              | 620 kg                                                                                       |
| Leermasse             | 1422 kg                                                                                      |
| max. Startmasse       | 2167 kg                                                                                      |
| Höchstgeschwindigkeit | 183 km/h in Bodennähe                                                                        |
| Steigzeit auf 2000 m  | 8:10 min                                                                                     |
| Dienstgipfelhöhe      | 5950 m                                                                                       |
| Reichweite            | 600 km                                                                                       |
| Flugdauer             | 3 h                                                                                          |
| Triebwerke            | zwei Hispano-Suiza 8Ba mit 220 PS (160 kW) Startleistung                                     |
| Bewaffnung            | 5 MG 7,7 mm (Lewis), je zwei vorn und hinten, eines schräg nach unten feuernd, 120 kg Bomben |